# Il funerale è servito
Il funerale è servito anche conosciuto con il titolo di Festa col morto (Death at a Funeral) è un film del 2010 diretto da Neil LaBute, remake del film britannico del 2007 Funeral Party.

## Trama
Alla morte del patriarca, una famiglia si riunisce in occasione del funerale, che diventerà presto scenario di vecchi rancori e conflitti familiari. L'arrivo di un uomo, Frank, che sostiene di essere stato l'amante gay del capofamiglia, scombussolerà ulteriormente gli equilibri della famiglia.

## Produzione
Voluto dall'attore Chris Rock, che, infatuatosi dell'originale, si convinse che il pubblico americano avrebbe dovuto avere la sua versione, il film è composto da un cast quasi completamente afroamericano, con Peter Dinklage che ricopre lo stesso ruolo che ha interpretato nel film del 2007.

## Distribuzione
Il film è uscito negli Stati Uniti il 16 aprile 2010, mentre in Italia è stato distribuito direttamente in DVD il 20 ottobre dello stesso anno.

## Curiosità
- Nella parte iniziale del film, Danny Glover esclama "Sono troppo vecchio per queste stronzate" richiamando la sua ben nota battuta di Arma letale.
- Peter Dinklage interpreta lo stesso ruolo anche in Funeral Party di Frank Oz, sebbene con un nome diverso (in Funeral Party è Peter).